# Downsizing

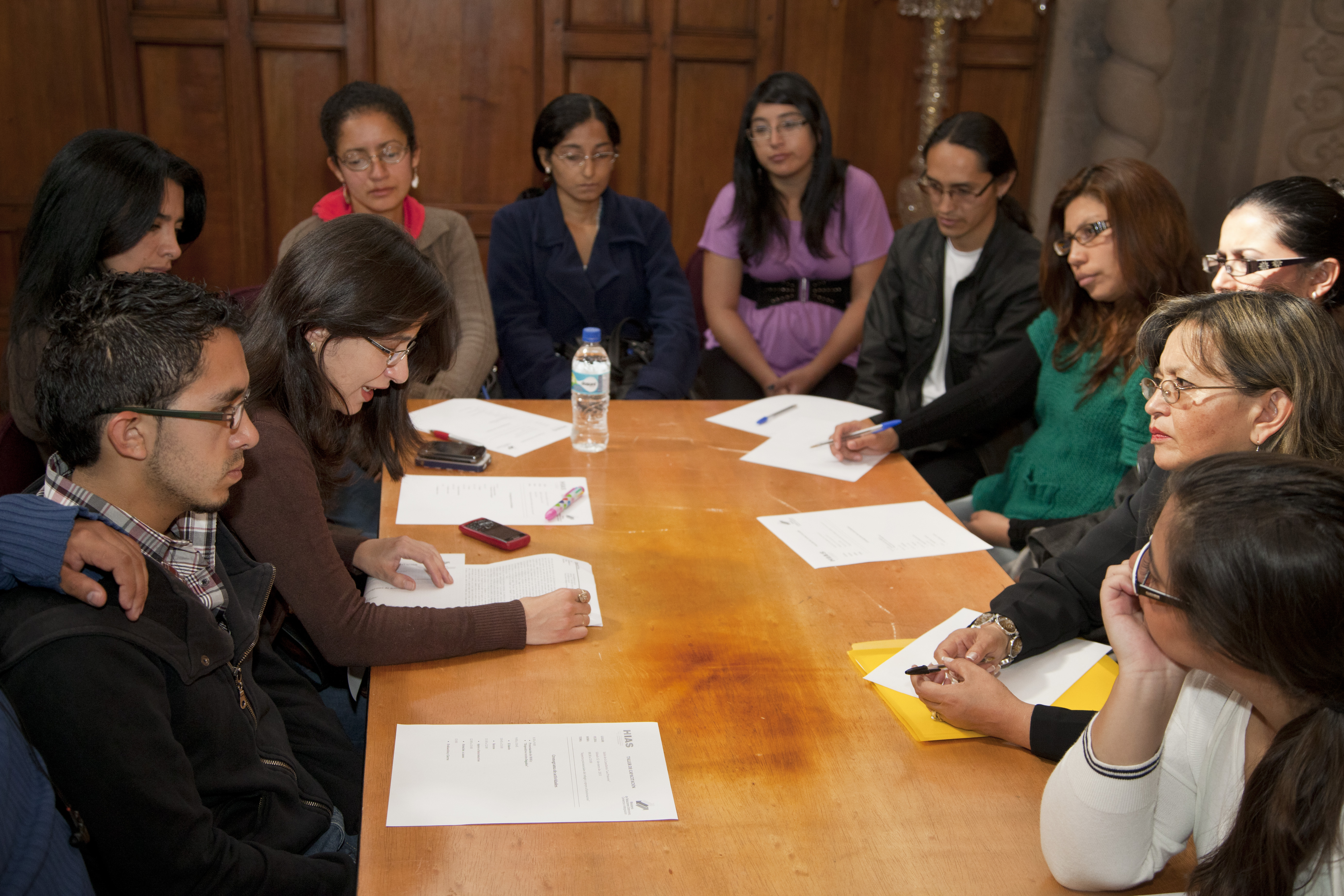

Downsizing, traduzido em português para redução de pessoal ou redução de custos conforme os contextos, é uma técnica de administração contemporânea que, de acordo com Caldas (2000), surgiu nos Estados Unidos na década de 1970, com o principal objetivo de diferenciar a competitividade entre as organizações. Após uma década, chegou ao Brasil com a tentativa de reestruturar as organizações, a fim de atingir a eficiência de custos e  a tentativa de  eliminação da  burocracia corporativa desnecessária, provocando assim um achatamento na pirâmide hierárquica. Segundo o autor argentino Rodolfo E. Biasca, o termo passou a ser mais usado entre 1987 e 1989 . Outros termos empresariais em inglês sobre reestruturação empresarial também ficaram conhecidos internacionalmente nessa época tais como outplacement ("recolocação") e turnaround (algo como "dar a volta" no sentido de "revirar a empresa").
Trata-se de um projeto de racionalização planejado em todas as suas etapas, que deve estar consistente com o planejamento estratégico do negócio e cuja meta global é construir uma organização eficiente e eficaz, privilegiando práticas que mantenham a organização o mais enxuta possível.   
A curto prazo, o processo envolve demissões, achatamento da estrutura organizacional, reestruturação, redução de custos e racionalização. A longo prazo, espera-se que revitalize a empresa com a expansão do seu mercado, desenvolva melhores produtos e serviços, melhore o moral dos funcionários, modernize a empresa e principalmente, a mantenha enxuta, de forma que as práticas burocráticas não venham a se instalar novamente, uma vez amenizadas as pressões.
O termo downsizing também é usado para definir uma situação em que sistemas originalmente hospedados em um computador de grande porte (mainframe) são adaptados para computadores de menor porte (mini/microcomputadores) e esse processo se dá em função da redução do porte da empresa ou do aumento da capacidade computacional dos computadores de menor custo.

## Estratégia Empresarial
O downsizing é aplicado principalmente em organizações que almejam mudanças corporativas, tais como, fusões, riscos de falência,  terceirizações, eficiência de recursos humanos, entre outros.  O objetivo central é construir uma organização o mais eficiente e capacitada possível, que consequentemente a manterá mais enxuta. Estudos afirmam que o downsizing deve ser colocado em prática como ultima opção, em casos de crise, com o intuito de reerguer a empresa, adapta-la as alterações do ambiente. Sendo assim, é preciso estar sempre acompanhando o planejamento estratégico, estar a par dos objetivos da empresa e assim coloca-los em prática. Passando por algumas etapas de planejamento, tais como: desenvolver uma visão sistêmica, não pensando somente na diminuição de mão obra; é necessário que a organização repense sobre sua estrutura, considerando que ela é um organismo vivo e está sempre sofrendo mudanças; e por fim, que os responsáveis pelo gerenciamento da empresa a administrem de forma racional.
A curto-prazo envolve demissões, achatamento da estruturar organizacional, reestruturação, redução de custos e racionalização. A longo-prazo espera-se que revitalize a empresa com a expansão do seu mercado, desenvolvimento de melhores produtos e serviços, melhoria do moral dos funcionários, modernize a empresa e principalmente, a mantenha enxuta, de forma que as práticas burocráticas não venham a se instalar
novamente, uma vez amenizadas as pressões. O downsizing requer um projeto de racionalização planejado e de acordo com a visão estratégica dos negócios, as metas globais da organização e a partir da definição clara de seus objetivos.
O downsizing em uma linguagem mais simples é a redução temporária ou permanente da força de trabalho por via da extinção de um ou vários níveis hierárquicos. Na maior parte dos casos, o downsizing é usado como forma de reduzir custos das empresas que, por esta via, procuram recuperar a sua competitividade e sustentabilidade futuras. Embora pareça uma decisão para ser tomada em situações extremas, o downsizing é frequentemente a única via para a viabilidade das empresas e nenhum gestor gosta de tomar este tipo de decisões.
Há outras razões para além do custo que justificam o downsizing. Uma dessas razões é a eficiência das operações. Em alguns casos, quanto mais pessoas trabalham numa determinada função, mais ineficientes se tornam as operações dessa função. Uma forma de resolver esse problema é reduzir o número de pessoas ao mesmo tempo que se melhoram os processos e a tecnologia. É frequente vermos este tipo de situações em unidades produtivas em determinados setores. Também acontece nas áreas administrativas.
A razão mais importante para justificar o downsizing no entanto é a redução de custos. Na maior parte dos casos surge como reação a mudanças no meio envolvente. Por vezes acontece que a procura de um determinado produto diminui (porque um produto novo surge no mercado e serve melhor determinadas necessidades ou porque um concorrente se torna mais competitivo, por exemplo). A forma que as empresas encontram para recuperar a sua competitividade é reduzindo o número de pessoas e consequentemente os custos. Mas o entendimento ordinário do conceito como simples redução significativa de pessoal e instalações causa problemas, abordados no artigo da revista Fortune de 9 de abril de 1990 ("Cost Cutting: how to do it right" , ou, em tradução livre, "Corte de Custos: como fazer isso direito") e por isso começou-se a tentar se adotar um termo alternativo, o rightsizing ("o tamanho certo").
Existe três tipos de estratégias que podem ser de uso na execução do downsizing. Quando aplicadas juntas poderão obter melhores resultados, assim como a maioria dos empresários fazem. 
As estratégias são: redução na força de trabalho, onde o foco é nos trabalhadores, ocorrendo assim a demissão de pessoas; redesenho organizacional tem como objetivo diminuir a hierarquia, como o nome mesmo diz, redesenha funções, diminui níveis; e sistêmica que é uma melhoria continua, conseguindo atingir todos da organização.
A partir dessas surgiram outras, para que houvesse uma melhora no desempenho organizacional diante do declínio organizacional e ambiental, são elas: redução, reorientação, redução e reorientação do domínio e da estrutura.  Porém, as empresas que optam realizar downsizing precisa planejar, pois devido as demissões que ocorrem nesse processo é possível que ocorra escassez de mão de obra, o que pode afetar a produção da empresa. Uma opção é especializar esses funcionários ao invés de realizar downsizing, já que de toda forma haverá despesas para realizar demissões, logo invista em seus funcionários para evitar correr riscos. 

## Objetivos
O Downsizing como estratégia para melhoria da eficiência de uma organização tem os seguintes objetivos:
- Redução de custos;
- Rapidez na tomada de decisão;
- Resposta mais rápida às ações do concorrente;
- Comunicação menos distorcida e mais rápida;
- Manutenção da orientação para a ação com menos análise e paralisia;
- Promoção das sinergias dentro da empresa;
- Elevação da moral na gerência geral;
- Criação do foco nas necessidades do cliente, e não nos procedimentos internos;
- Aumento da produtividade dos gerentes.

## Possíveis Consequências Negativas
Alguns trabalhos que visavam analisar os resultados da implantação de uma estratégia de downsizing, concluíram que nem sempre os objetivos traçados são alcançados. Em alguns casos, observam-se consequências negativas.Alguns fatores que são prejudicados com a implantação do downsizing são: o ambiente trabalho, que acaba por ter perdas significativas de lideranças, cooperação entre pessoas e áreas; perda de eficiência interna, que é resultante da perda de experiência e memória empresarial; comprometimento da eficácia organizacional, por redução do espírito empreendedor da organização e insegurança dos remanescentes da organização; relações de trabalho são agravadas em organizações que passam por estratégias de downsizing, tendo estudos demonstrados um aumento significativo em reclamações trabalhista, incidência de doenças e acidentes de trabalho, e a imagem externa' também pode ser comprometida e a demissão em massa, pode nem sempre ser vista com bons olhos pelos investidores (The Economist, 1993a).